# 吉澤健
吉澤 健（よしざわ けん、1946年5月10日 - ）は、日本の俳優。本名及び旧芸名：吉沢 健。
神奈川県出身。明治大学卒業。現代制作舎を経て、グリーンランド所属。2019年、香取慎吾主演映画「凪待ち」で第74回毎日映画コンクール男優助演賞受賞。
趣味はバードウォッチング。

## 出演

### 映画
- 金瓶梅（1968年）
- 新日本暴行暗黒史 復讐鬼（1969年）
- セックス・ライダー 濡れたハイウェイ（1971年） - 亮
- 空、みたか?（1972年） - 西川行男
- 天使の恍惚（1972年、ATG） - 十月
- ラブハンター 熱い肌（1972年、日活） - 沖田周一
- 牝猫たちの夜（1972年、日活） - 本多
- 海潮音（1980年、ATG）
- 爆裂都市 BURST CITY（1982年、東映セントラルフィルム） - 霧島
- その男、凶暴につき（1989年、松竹富士） - 新開
- 出張（1989年） - ゲリラ隊員2
- われに撃つ用意あり（1990年、松竹 / 若松プロ） - 松井
- 獅子王たちの夏（1991年、東映） - 秦源明
- 福本耕平かく走りき（1992年、日本ヘラルド映画） - 吉村
- あふれる熱い涙（1992年、シネバレエ） - 吉田
- 青い青い空（2010年） - 校長
- キャタピラー（2010年、若松プロ / スコーレ） - 黒川健蔵
- 始まりも終わりもない（2013年、マジックアワー）
- 龍三と七人の子分たち（2015年、ワーナー・ブラザース） - カミソリのタカ[4]
- 華魂 幻影[5] （2016年）- 木元洋三 役
- 残穢 - 住んではいけない部屋 -（2016年1月30日公開、松竹） - 奥山家当主　役
- 牝猫たち
- 凪待ち（2019年6月28日公開、キノフィルムズ） - 昆野勝美 役
- おもいで写眞（2021年)
- のさりの島（2021年5月29日公開、北白川派） - 桑原 役[6]
- 死刑にいたる病（2022年5月6日公開、クロックワークス） - 地元の農夫 役[7]
- 渇水（2023年6月2日公開、KADOKAWA） - 吉澤健 役[8]
- 658km、陽子の旅（2023年7月28日公開、カルチュア・パブリッシャーズ） - 木下登 役[9]
- BISHU 〜世界でいちばん優しい服〜（2024年10月11日公開、イオンエンターテイメント） - 大村源次郎 役[10]
- 火喰鳥を、喰う（2025年10月3日公開予定、KADOKAWA / ギャガ） - 久喜保 役[11]

### テレビドラマ
- 服部半蔵 影の軍団 第10話「黒髪は恨みに燃えた」（1980年、KTV） - 茂丸
- 走れ!熱血刑事 第14話「甦れ!白球」（1981年、ANB）
- 土曜ワイド劇場 / 西村京太郎トラベルミステリー 第1作「終着駅殺人事件」（1981年、ANB）
- 西部警察シリーズ（ANB / 石原プロ）
  - 西部警察
    - 第103話「強攻突破」（1981年） - 谷沢弘
    - 第120話「消えた白バイ隊の謎」（1982年） - 服部洋三

  - 西部警察 PART-II （1982年）
    - 第2話「大都会に舞う男」 - 南和夫
    - 第28話「涙は俺がふく」 - 飯沼興業幹部

  - 西部警察 PART-III
    - 第8話「1983,西部署配属 -五代純」（1983年） - 三上竜次
    - 第61話「幻のチェッカーフラッグ」（1984年） - 矢頭正夫
- 特捜最前線（ANB / 東映）
  - 第238話「刑事無情・あいつが愛した悪い女!」（1981年）
  - 第268話「壁の向うの眼!」（1982年）
  - 第355話「トルコ嬢のしあわせ芝居!」（1984年）
  - 第492話「女装殺人・男たちのレイ・オフ!」（1986年）
- 女捜査官（ABC / テレパック）
  - 女捜査官 第13話「処女刑事のライバルは女子刑務所の女」（1982年）
  - 新・女捜査官 第13話「風俗最前線に消えた19歳の若妻」（1983年）
  - 女ふたり捜査官 第11話「はめられた刑事」（1986年）
- 水曜時代劇→土曜時代劇（NHK）
  - 立花登 青春手控え 第18話「あばよ」（1982年）
  - 桂ちづる診察日録 第1話「牢医になる」、第2話「花ろうそく」（2010年）
- 太陽にほえろ!（NTV）
  - 第524話「ラガーのラブレター」（1982年） - 須山道治
  - 第549話「ボギーとマミー」（1983年） - 滝田健二
  - 第587話「殺人広告」（1984年） - 富沢健司
  - 第615話「相棒」（1984年） - まどかの兄（パチンコ屋店長）
  - 第639話「春なのに……」（1985年） - 平沼常男
  - 第706話「ボス! 任せてください」（1986年） - 響組幹部
- 3年B組金八先生 SP1「贈る言葉」（1982年、TBS）
- 火曜サスペンス劇場（NTV）
  - 孤独な狩人（1982年）
  - 名無しの探偵
    - 第3作「愛の復讐」（1987年）
    - 第6作「愛の虚構」（1990年） - 青木

  - 浅見光彦ミステリー 第1作「平家伝説殺人事件」（1987年） - 当山林太郎
  - 女検事・霞夕子 第6作「別荘の女」（1988年） - 中尾誠一
  - 星座伝説殺人事件（1989年）
  - 弁護士・朝日岳之助
    - 第1作「真実の合奏」（1989年）
    - 第2作「有罪率99%の壁」（1990年） - 伊原恒二

  - 下弦の月（1990年）
  - 殺意の団欒（1990年）
  - 朝もやの中に街が消える（1991年）
  - 松本清張作家活動40年記念スペシャル・ゼロの焦点（1991年）
  - 刑事室戸梢シリーズ 第2作「殺意の朱い罠」（1991年）
  - 六月の花嫁 第4作「二着のウェディングドレス」（1992年）
  - 検事 霞夕子 第21作「二人の目撃者」（2003年） - 桑野社長
  - 下町・銭湯騒動記 第3作（2003年）
- 木曜ファミリーワイド / マザコン刑事の事件簿（1983年、CX）
- 大江戸捜査網（TX）
  - 第600話「女殺し八王子千人軍団の謎」（1983年）
  - 平成版 第2シリーズ 第23話「浮世絵は殺しの匂い」（1992年） - 水野修理
- 部長刑事 第1327話「組長の首をねらえ!」（1984年、ABC）
- 暴れ九庵 第12話「ひたむきに愛」（1984年、KTV / 東宝）
- ザ・ハングマンシリーズ（ABC / 松竹）
  - ザ・ハングマン4 第24話「落ちこぼれ小学生が密売組織と勝負する!」（1985年） - 柴田
  - ザ・ハングマン6 第4話「リモコンナイフで首筋を襲え!」（1987年） - 尾崎刑事
- 親子ゲーム 第2話「笑え! マリオ・怒れ! マリオ」（1986年、TBS）
- 誇りの報酬
  - 第29話「白バイを撃て!」（1986年） - 逃がし屋のジョー
  - 第47話「九回裏二死満塁」（1986年） - 柿本（銀竜会幹部）
- あぶない刑事 第2話「救出」（1986年） - 相沢保
- 長七郎江戸日記 第1シリーズ 第111話「おれん、絶叫!」（1986年、NTV） - 森
- 銭形平次（1987年、NTV）
  - SP2「十手の道」
  - 第37話「宿場町、泣く女」
- 月曜ロードショー / 香水心中（1987年、TBS）
- ナショナル木曜劇場 / 熱くなるまで待って! 第6話（1987年、CX）
- 銀河テレビ小説（NHK）
  - まんが道・青春編（1987年） - 神山記者
  - 殿様ごっこ（1988年）
- さすらい刑事旅情編 第11話「九州縦断SL列車“あそBOY”号 火の国の女の殺意」（1988年、ANB）
- 男と女のミステリー（CX）
  - となりの窓（1989年）
  - 雨の脅迫者（1990年）
- ゴリラ・警視庁捜査第8班 第1話「ポリス・アドベンチャー」（1989年、ANB） - 浅見
- 現代神秘サスペンス / 還り雛伝説考（1989年、KTV）
- 水曜グランドロマン（NTV）
  - 帝都の夜明け 「昭和三年の陪審裁判」（1989年）
  - 最後の結婚詐欺（1990年）
- 予言ドキュメンタリードラマ M8.5直下型東京大地震（1990年、NTV）
- 日本一のカッ飛び男 第7話「一億円には手を出すな!」 - 第9話「涙と怒りと真実と」（1990年、CX）
- DRAMADAS（CX）
  - 赤頭巾ちゃんに気をつけて（1990年）
  - 暗黒山荘（1991年）
- 刑事貴族 第12話「その時、殺しを請け負った」（1990年、NTV）
- 火曜ミステリー劇場 / （秘）芸能界連続殺人（1990年、ANB）
- 木曜ゴールデンドラマ / 愛の絆（1991年、YTV）
- もっともあぶない夫婦（1991年、CBC）
- はぐれ刑事純情派 第5シリーズ 第1話「沖縄～宮古島、青い珊瑚礁の誘惑! 企業舎弟に狙われた女」（1992年、ANB / 東映）
- 月曜・女のサスペンス / 日本列島旅情ミステリー 残酷な写真（1992年、TX）
- 豆腐屋直次郎の裏の顔 第9話「美人女医がささやく金庫破り」、第10話「サヨナラ直ちゃん、愛してる」（1992年、ABC） - 大嶽敏彦
- 世にも奇妙な物語 「DOOR」（1992年、CX）
- 女と愛とミステリー→水曜ミステリー9（TX）
  - パートタイム探偵 第2作（2004年、BS JAPAN）
  - 河内刑事&橋本千晶シリーズ 第2作「鬼刑事と車椅子の少女」（2013年） - 絵描き
  - ドクターハート 薮田公介の事件カルテ 第2作（2016年） - 河合新吾
- 鬼平外伝シリーズ（時代劇専門チャンネル）
  - 鬼平外伝 夜兎の角右衛門（2011年）
  - 鬼平外伝 最終章 四度目の女房（2016年）
- 月曜ゴールデン→月曜名作劇場（TBS）
  - 内部調査官・水平直の報告書（2011年）
  - 宮部みゆき・4週連続"極上"ミステリー 最終夜「レベル7」（2012年）
  - 釣り刑事 第4作「隠ぺい工作のつけ」 - （2013年 - ） - 岩本匡
  - 山岳刑事 第2作「魔の山 連続遭難殺人」（2013年） - 八方池山荘のスタッフ
- 水戸黄門 第43部 第8話「狙われたもてなしの宿 -浜松-」（2011年、TBS） - 青山忠成
- ミッドナイト☆ドラマ / 人間昆虫記 第6話「天牛の章 後編」（2011年、WOWOW）
- 相棒 season10 第10話「ピエロ」（2012年、EX） - 山辺辰夫
- 土曜プレミアム / 一休さん 第1回、第2回（2012年、CX）
- 宮本武蔵（2014年、EX）
- 土曜ドラマ / 限界集落株式会社 第1話「父の帰還」（2015年、NHK）
- 刑事7人（2017年、EX） ‐ 浜浦文太
- 連続テレビ小説 / 半分、青い。 第5話（2018年、NHK）
- 大河ドラマ / いだてん〜東京オリムピック噺〜（2019年、NHK）
- 特攻兵の幸福食堂（2021年、NHK BSプレミアム） - 井田保[12]
- シェフは名探偵 (2021年、TX)
- 王様戦隊キングオージャー（2023年、EX） - ギン[13]

### 配信ドラマ
- 仮面ライダーBLACK SUN（2022年10月28日、Amazon Prime Video） - 秋月総一郎（老人） 役
- フクロウと呼ばれた男（2024年4月24日 - 5月8日、Disney+） - 鈴木 役[14]

## 受賞歴
2015年度
- 第25回東京スポーツ映画大賞・助演男優賞（『龍三と七人の子分たち』） ※ 近藤正臣、中尾彬、品川徹、樋浦勉、伊藤幸純、小野寺昭、安田顕とともに受賞。[15]

2019年度
- 第74回毎日映画コンクール・助演男優賞（『凪待ち』） [16]